# Ахмед Джевдет паша
Ахмед Джевдет паша (на турски: Ahmed Cevdet Paşa) е виден турски политик, историк и юрист.

## Биография
Ахмед Джевдет е роден през 1822 г. в град Ловеч в помашко семейство. Син е на Исмаил ага. С помощта на дядо си през 1839 г. заминава за Цариград, за да продължи образованието си.
Автор е на 12-томна история на Османската империя, известна с неговото име „История на Джевдет паша“. Председател на съвета, който разработил Танзимата (реформите на султан Махмуд II (1808 – 1839) и клаузите на Меджлето, османския граждански закон известен като първата кодификация на турските закони по европейски стандарт.
За Джевдет паша Димитър Шишманов пише:
„Бил е многократно министър на просветата, на правосъдието и на други министерства, а в Мала Азия – валия на Бурса и Мараш. Като министър в Цариград проявявал интерес към културните прояви на цариградските българи, разбира се, за да ги спечели за османската държава. На 22 февруари 1872 г. присъствал на представянето на пиесата „Невенка“ от 14-годишния Константин Величков в прочутия цариградски театър „Сулие“, наричан „Гедик паша тиатросу“. Поздравил автора и артистите българчета – ученици в лицея „Галата сарай“.
За това представление цариградският българин от Казанлък д-р Христо Стамболски пише в дневниците си-спомени, стр. 187:
„Българинът-потурнак Джевдет паша от Ловеч присъства тоже на това представление, на което историческата стойност той откри и похвали автора на „Невенка“, че схванал много добре сюжета.“
Джевдет паша е проявявал интерес към различни области от математиката – аритметика, алгебра и геометрия, както и към астрономията.
Неговата гробницата-мавзолей се намира в градината на Фатих джамия в Истанбул.
Дъщеря му Фатма Алийе Топуз /Fatma Aliye Topuz (1862 – 1936)/ е първата жена писателка в турската литература и география. Другата му дъщеря Емине Семидже (1864 – 1944) е една от първите феминистки в Турция.

## Трудове
- Tarih-i Cevdet, 1854 („История на Джевдет паша“ от 1774 до 1825 г. 12 тома)
- Belagat-i Osmaniyye
- „Kisasil enbija we tarih hulefa“ (за исляма)
- „Tezakiri Dževdet“ (социологическо проучване)
- „Kavaid Osmanije“ (за османския език)
- „Miyari sedad“ (за логиката)